# XB 브라우저
xB 브라우저(이전 이름: 제로뱅크 브라우저, 토파크)는 토르와 제로뱅크 익명 네트워크에서 작동하게 디자인된 익명 웹 브라우저이다. 최초의 브라우저 이름인 토파크는 파이어폭스 1.5의 디어 파크라는 코드네임에서 따왔다.이 브라우저는 멀웨어 배포 및 영리적 사용을 금지하는 라이선스로 배포된다. xB 브라우저는 원래 포터블 파이어폭스 웹 브라우저에 토르의 지원을 추가한 버전으로 배포되었지만, 2007년에 완전히 새롭게 디자인되었다. 이 프로그램은 USB 플래시 드라이브와 같은 이동식 매체에 사용되도록 디자인되었으나, 다른 하드 디스크에서도 사용할 수 있다. 제로뱅크나 토르 라우터로의 안전하고 암호화된 연결은 적절한 인터넷 연결을 가지고 있는 어느 컴퓨터에서든지 생성될 수 있다. 또한 이 브라우저는 이동식 매체에 생성한 모든 자료를 프로그램 종료시에 삭제한다.
xB 브라우저는 인터넷 트래픽을 "양파 서버"를 통해서 라우팅해서 작동된다. 이 브라우저는 이미 설정되어 있기 때문에 양파 라우팅에 친숙하지 않은 사람이라면 브라우저를 설정하지 않는 것이 좋다. 만약 설정을 해야 한다면 익명성을 침해할 수 있는 설정 실수를 막기 위해 토르에 관한 문서를 읽어 보는 것을 권장한다.
현재 최신 버전은 3.9.10.24이며, 마이크로소프트 윈도우용으로 사용 가능하지만, 와인을 통해 리눅스에서도 사용할 수 있다. 크로스 플랫폼 호환 버전은 현재 개발중에 있다.

## 같이 보기
- 파이어폭스
- 토르 (네트워크)

## 인용
1. ↑  “보관된 사본”. 2009년 5월 20일에 원본 문서에서 보존된 문서. 2010년 10월 28일에 확인함.
2. ↑  “보관된 사본”. 2009년 1월 5일에 원본 문서에서 보존된 문서. 2010년 10월 28일에 확인함.